# Darryl Monroe
Darryl Monroe   (Portsmouth, 30 de gener de 1986) és un jugador de bàsquet professional estatunidenc. Juga en la posició d'aler pivot. L'agost de 2013 va fitxar pel Bàsquet Manresa per la temporada 2013-14. Fa 2,00 m i l'última temporada va tenir una mitja de 14 ppp i 8,8 rpp.